# كفعان
كُفْغَان (الاسم العلمي: Selaginella)، جنس نباتات برية معمرة من الحزازيات الذئبية. وهو الجنس الوحيد في فصيلة الكفعانية ورتبة الكفعانيات.